# Eliot Stannard
Eliot Stannard (Londra, 1º marzo 1888 – Londra, 21 novembre 1944) è stato uno sceneggiatore inglese.
Principalmente noto per aver sceneggiato nove film del periodo inglese di Alfred Hitchcock.

## Filmografia parziale

### Sceneggiatura
- Beautiful Jim (1914)
- The Idol of Paris (1914)
- The Bells of Rheims (1914)
- Her Luck in London (1914)
- It's a Long Long Way to Tipperary (1914)
- Florence Nightingale (1915)
- Honeymoon for Three (1915)
- The Mystery of a Hansom Cab (1915)
- Grip (1915)
- London's Yellow Peril (1915)
- There's Good in Everyone (1915)
- Her Nameless Child (1915)
- Profit and the Loss (1917)
- Justice (1917)
- Hindle Wakes (1918)
- Miniera in fiamme (1919)
- The Artistic Temperament (1919)
- Mr. Gilfil's Love Story (1920)
- The Twelve Pound Look (1920)
- Build Thy House (1920)
- The Will (1921)
- The Old Country (1921)
- Belphegor the Mountebank (1921)
- The Prince and the Beggarmaid (1921)
- The Bachelor's Club (1921)
- The Adventures of Mr. Pickwick (1921)
- A Master of Craft (1922)
- The Pauper Millionaire (1922)
- A Sailor Tramp (1922)
- Mord Em'ly (1922)
- The Romany (1923)
- Paddy the Next Best Thing (1923)
- Hutch Stirs 'em Up (1923)
- The Fair Maid of Perth (1923)
- The Harbour Lights (1923)
- Hurricane Hutch in Many Adventures (1924)
- Wanted, a Boy (1924)
- Love and Hate (1924)
- Chappy - That's All (1924)
- Il labirinto delle passioni (1925)
- The Moon Diamond (1926, regia di A.E. Coleby)
- The Mountain Eagle (1926, regia di Alfred Hitchcock)
- Il pensionante (1927)
- Blighty (1927)
- Vinci per me! (1927)
- Il declino (1927)
- Sailors Don't Care (1928)
- La moglie del fattore (1928)
- Virtù facile (1928)
- Tommy Atkins (1928)
- Tabarin di lusso (1928)
- Young Woodley (1928)
- Widecombe Fair (1928)
- L'isola del peccato (1929)
- The American Prisoner (1929)